# М101 (гаубица)
М2А1 (М101) е американска 105-милиметрова гаубица от епохата на Втората световна война, произвеждана от 1941 до 1953 година. М101 е проста като конструкция и дизайн, и още при използването си в Тихоокеанския театър се оказва изключително точна и мощна. За целия период на производство са създадени общо 10 202 екземпляра, използвани от общо 67 страни в различни войни.
Скорострелността на М101 е 15 изстрела в минута. Гаубицата има тегло от 1934 килограма и максимален обсег на стрелбата от 11 километра.